# Anthony Albanese

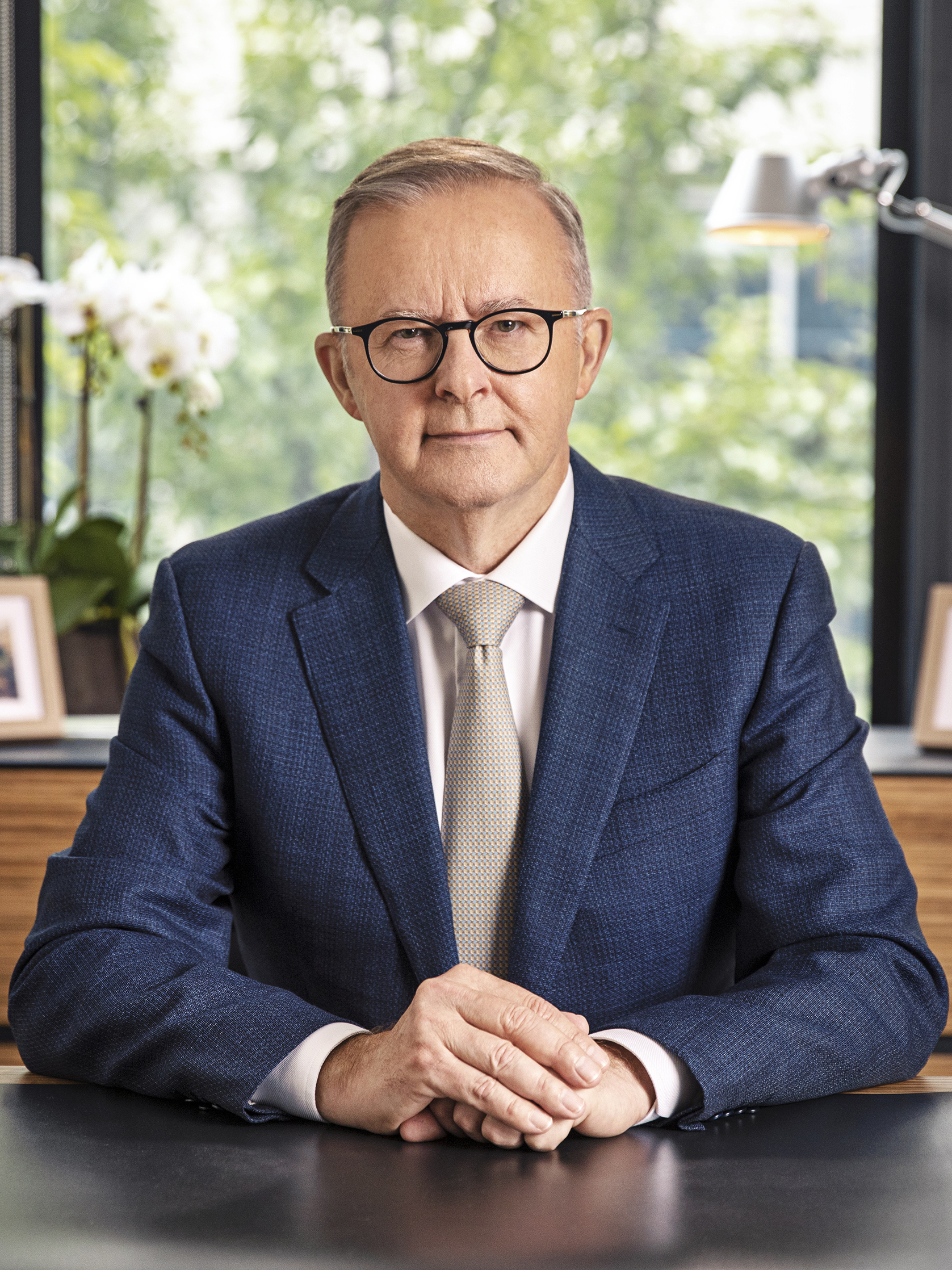
Anthony Albanese (2022)

Anthony Norman Albanese (* 2. März 1963 in Sydney, New South Wales) ist ein australischer Politiker, der seit 2022 als 31. Premierminister Australiens fungiert. Er ist seit 2019 der Vorsitzende der Australian Labor Party (ALP) und vertritt den Wahlkreis Grayndler seit 1996 als Mitglied des Parlaments. Albanese war zuvor unter der zweiten Rudd-Regierung im Jahr 2013 der stellvertretende Premierminister. Er hatte verschiedene Ministerposten von 2007 bis 2013 in den Regierungen von Kevin Rudd und Julia Gillard inne.

## Privatleben
Albanese wurde in Sydney als Sohn eines Italieners und einer irisch-australischen Mutter geboren. Sein Vater war Nachkomme von albanischen Glaubensflüchtlingen (Arbëresh), die im 15. Jahrhundert nach Italien eingewandert waren. Die Mutter lernte den Vater als Passagierin auf einem Kreuzfahrtschiff kennen, auf dem dieser arbeitete. Die Eltern hielten keinen längerfristigen Kontakt zueinander, und zurück zuhause täuschte die Mutter aufgrund ihres konservativ-katholischen Umfelds eine Hochzeit und den Tod des Vaters vor. Die Mutter zog Anthony in der Folge alleine auf. Sie erzählte ihm erst, dass sein Vater wahrscheinlich noch lebt, als dieser 14 oder 15 Jahre alt war. Nach dem Tod seiner Mutter 2002 stellte er Nachforschungen an und lernte seinen Vater so 2009 kennen. Der Vater starb 2014.
Albanese besuchte das St. Mary’s Cathedral College und studierte danach Wirtschaftswissenschaften an der University of Sydney. Als Student trat er der Labor Party bei und arbeitete später als Parteifunktionär und Forschungsmitarbeiter, wonach er ins Parlament gewählt wurde.
Im Jahr 2000 heiratete Albanese Carmel Tebbutt, die spätere Vize-Premierministerin von New South Wales. Sie hatten sich Ende der 1980er Jahre bei Young Labor kennengelernt und haben zusammen einen Sohn. Das Paar trennte sich im Januar 2019. Seit 2020 ist Albanese in einer Beziehung mit Jodie Haydon. Albanese ist der erste geschiedene Premierminister.

## Frühere politische Laufbahn

### Eintritt ins Parlament

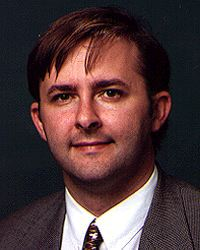
Albanese kurz nach seiner Wahl ins Parlament

Als Jeannette McHugh ankündigte, bei der Wahl 1996 nicht erneut für ihren Sitz in Grayndler in New South Wales zu kandidieren, gewann Albanese die Vorwahl für den Sitz. Der Wahlkampf gestaltete sich schwierig, da Flugzeuglärm ein großes politisches Thema war, nachdem die dritte Landebahn am Flughafen Sydney eröffnet wurde, und die neu gegründete Partei No Aircraft Noise (NAN) bei der Wahl 1995 in New South Wales in der lokalen Gegend stark abgeschnitten hatte. Der erfahrene politische Kommentator Malcolm Mackerras sagte voraus, dass die NAN den Sitz gewinnen würde. Dennoch belegte der NAN-Kandidat den dritten Platz mit weniger als 14 % der Stimmen. Trotz eines Rückgangs von sechs Punkten für die Labor Party wurde Albanese mit einem komfortablen Vorsprung von 16 Punkten gewählt.
In seiner Jungfernrede vor dem Repräsentantenhaus sprach er über den Bau einer dritten Landebahn am Flughafen Sydney, Flugzeuglärm und die Notwendigkeit des Baus eines zweiten Flughafens für Sydney. Außerdem unterstützte er die Finanzierung öffentlicher Infrastruktur im Allgemeinen, Multikulturalismus, das traditionelle Landrechte-Programm, den sozialen Ausgleich und die Kinderbetreuung. Er schloss mit den Worten: „Für mich persönlich werde ich zufrieden sein, wenn ich als jemand in Erinnerung bleiben kann, der sich für die Interessen meines Wahlkreises, für arbeitende Menschen, für die Arbeiterbewegung und für unseren progressiven Fortschritt als Nation im nächsten Jahrhundert einsetzt.“
In seinem ersten Jahr im Parlament setzte er diese Themen fort und sprach sich für die Euthanasie-Gesetzgebung des Northern Territory, die Rechte der indigenen Gemeinschaft im Hindmarsh Island Bridge-Kontroversen und die Ansprüche von gleichgeschlechtlichen Paaren auf Altersvorsorge aus.
Letzteres wurde zu einem Thema, dem er sich besonders widmete. Im Jahr 1998 brachte er erfolglos einen Gesetzesvorschlag ein, der gleichgeschlechtlichen Paaren de-facto die gleichen Rechte auf Altersvorsorge wie heterosexuellen Paaren einräumen sollte. Über die nächsten neun Jahre hinweg versuchte er es drei weitere Male ohne Erfolg, bis die Wahl der Rudd-Regierung im Jahr 2007 zur Verabschiedung des Gesetzes führte. Anschließend setzte sich Albanese für die Einführung der gleichgeschlechtlichen Ehe ein.

### Beförderung ins Schattenkabinett
Im Jahr 1998 wurde Albanese zum parlamentarischen Sekretär ernannt, eine Position, die Ministern und Schattenministern assistiert und oft ein Sprungbrett für eine volle Ministerposition ist.
Im Jahr 2001 wurde Albanese in das Schattenkabinett der Opposition berufen und übernahm den Bereich des Alterns und der Senioren. In einer Umstrukturierung im Jahr 2002 wurde er Schattenminister für Beschäftigungsdienste und Ausbildung, und im Jahr 2004 wurde er Schattenminister für Umwelt und Kulturerbe. Während letzterer Position begann der damalige Premierminister John Howard und Wissenschaftsminister Brendan Nelson die Idee der Kernenergie für Australien zu diskutieren. Albanese setzte sich stark dagegen ein, ebenso wie gegen bestimmte Elemente innerhalb seiner eigenen Partei. Er argumentierte, dass „Kernenergie wirtschaftlich, ökologisch und sozial keinen Sinn ergibt und dass wir nach mehr als 50 Jahren Debatte immer noch keine Antwort auf die Fragen der Kernwaffenverbreitung oder des nuklearen Abfalls haben.“
Im Jahr 2005 wurde Albanese zusätzlich zum Schattenminister für Wasser zu seinen bestehenden Verantwortlichkeiten ernannt und übernahm auch die Position des stellvertretenden Geschäftsführers der Opposition im Parlament. Im Dezember 2006, als Kevin Rudd erstmals zum Vorsitzenden der Labor Party wurde, übernahm Albanese von Julia Gillard die Rolle des Geschäftsführers der Opposition im Parlament, eine wichtige taktische Position im Parlamentssaal, und wurde Schattenminister für Wasser und Infrastruktur.

### Rudd-Regierung
Nach dem Wahlsieg der Labor Party bei der Wahl von 2007 wurde Albaneses Aufstieg innerhalb der Partei durch seine Ernennung zum Minister für Infrastruktur und Verkehr, Minister für regionale Entwicklung und Kommunalverwaltung sowie zum Vorsitzenden des Repräsentantenhauses im Kabinett von Rudd deutlich. Rudd und sein Kollegium wurden am 3. Dezember 2007 vereidigt.
Die Labor Party war zur Wahl angetreten und hatte die vorherige Regierung dafür kritisiert, „langfristigen nationale Entwicklungsvorhaben zugunsten kurzfristiger politischer Ausgaben zu ignorieren“. Einer von Albaneses ersten Schritten als Minister für Infrastruktur und Verkehr war die Einrichtung einer unabhängigen Behörde, Infrastructure Australia, die die Regierung bei Infrastrukturprioritäten berät. Mit Ratschlägen dieses unabhängigen Gremiums und seinen eigenen Überzeugungskünsten im Kabinett konnte er für eine Verdopplung des Straßenbudgets und eine zehnfache Erhöhung der Eisenbahneninvestition argumentieren. Die Gründung von Infrastructure Australia wurde von vielen als Erfolg angesehen; durch Projekte, die durch den Prozess von Infrastructure Australia geliefert wurden, wurden unter anderem Melbournes Regional Rail Link, der Hunter Expressway, die Ipswich Motorway, das Gold Coast Light Rail System G:link, die Redcliffe Peninsula Railway Line, die Erweiterung der Noarlunga Centre Railway Line nach Seaford, South Australia, und verschiedene Projekte entlang des Pacific Highway in NSW und des Bruce Highway in Queensland umgesetzt.

### Gillard-Regierung

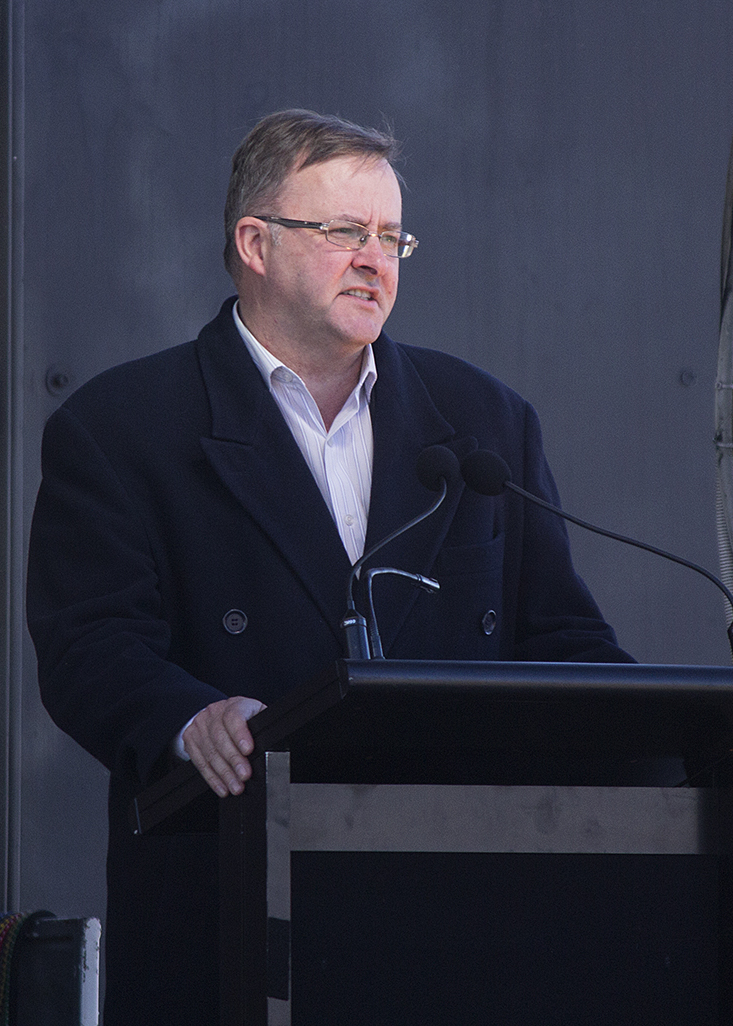
Albanese bei der Eröffnung der Holbrook-Umgehungsstraße 2013

Nachdem Julia Gillard Rudd im Juni 2010 als Premierministerin abgelöst hatte, behielt sie Albanese in seinen Ämtern. Nach der Wahl von 2010, die zu einem hung parliament führte, spielte Albanese als Vorsitzender des Repräsentantenhauses eine Schlüsselrolle bei den Verhandlungen um die Unterstützung der unabhängigen Mitglieder Tony Windsor und Rob Oakeshott. Er war auch für die Durchsetzung von Gesetzen im Repräsentantenhaus in dem ersten hung parliament seit den 1940er Jahren verantwortlich.
Im Jahr 2011 führte Albanese zwei weitere bedeutende Politikreformen ein. Die erste Reform im Bereich Stadtplanung basierte auf der Arbeit des dänischen Designers Jan Gehl und legte Pläne für eine städtebauliche Gestaltung mit besseren Verkehrsverbindungen und Sicherheit fest. Die zweite Reform im Bereich Schifffahrt war bemerkenswert, weil sie die Zustimmung sowohl der konservativen Australian Shipowners Associations als auch der radikalen Maritime Union of Australia erhielt. Allerdings sorgte er auch für Kontroversen, als ein Konvoi von Lastwagen aus Nord-Queensland, der als „Konvoi des Misstrauens“ bezeichnet wurde, vor dem Parlamentsgebäude in Canberra gegen steigende Treibstoffkosten und die Einführung einer CO2-Bepreisung protestierte. Während einer Fragestunde bezeichnete Albanese die Protestierenden draußen als „Konvoi ohne Bedeutung“. Dies löste Empörung bei Unterstützern des Protests aus, und eine Woche später fand eine öffentliche Kundgebung zur Unterstützung der Lastwagenfahrer vor Albaneses Wahlkreisbüro in Marrickville, New South Wales, statt.
Nach einer Reihe von schlechten Umfragen herrschte erneut Instabilität in der Regierung der Labor Party. Der ehemalige Premierminister Kevin Rudd trat im Februar 2012 als Außenminister zurück, um erfolglos gegen Julia Gillard um die Führung zu kämpfen. Kurz vor der Abstimmung sprach sich Albanese für Rudd aus.

### Oppositionsführung
Bill Shorten kündigte am 18. Mai 2019 seinen Rücktritt als Vorsitzender der Labor Party an, nachdem die Labor-Partei überraschend die Wahl 2019 verloren hatte. Am Tag darauf kündigte Albanese seine Kandidatur für die folgende Führungsabstimmung an. Am 21. Mai erklärte Chris Bowen, dass auch er an der Wahl teilnehmen würde. Allerdings zog er am nächsten Tag seine Kandidatur zurück und nannte mangelnde Unterstützung unter den Parteimitgliedern als Grund. Da kein anderer Kandidat antrat, übernahm Albanese am 30. Mai den Vorsitz, unangefochten, mit Richard Marles als seinem Stellvertreter. Mit 56 Jahren bei Amtsantritt wurde er der älteste Oppositionsführer bei seiner ersten Amtsübernahme in den letzten 59 Jahren, seit Arthur Calwell (63 Jahre alt) im Jahr 1960 sein Amt antrat. Albanese stellte sein Schattenkabinett am 1. Juni 2019 vor.
Albanese führte die Labor Party in die Parlamentswahl 2022. Am ersten Tag des Wahlkampfes konnte Albanese weder den offiziellen Leitzins noch die Arbeitslosenquote benennen, was Kritik hervorrief. Am 20. April trat Albanese in einem von Sky News ausgerichteten Duell gegen Premierminister Scott Morrison an und wurde durch eine Publikumsabstimmung als Gewinner eingestuft. Allerdings testete Albanese am nächsten Tag positiv auf COVID-19, was ihn zwang, sich zu Hause in Sydney zu isolieren. Er kehrte in der folgenden Woche zum Wahlkampf zurück und leitete am 1. Mai den Wahlkampfauftakt der Labor Party in Perth, was das erste Mal war, dass eine der großen Parteien in Western Australia ihren Wahlkampf startete. Bei diesem Anlass präsentierte die Labor Party Pläne zur Senkung der Arzneimittel- und Kinderbetreuungskosten, zur Förderung der Produktion in Australien und zur Einführung eines Beteiligungsmodells für den Hauskauf, um Erstkäufern zu helfen. Albanese trat in zwei weiteren Debatten gegen Morrison an, die von Channel Nine und Channel Seven ausgerichtet wurden. Meinungsumfragen deuteten darauf hin, dass die Unterstützung für die beiden großen Parteien auf Rekordtiefs sinken würde, aufgrund hoher Unterstützung für Drittparteien und unabhängige Kandidaten. Jedoch konnte Albanese im Gegensatz zu seinem Vorgänger die Labor Party letztendlich zum Sieg führen und den amtierenden Premierminister Scott Morrison sowie seine Regierung mit einer Ein-Sitz-Mehrheit im Repräsentantenhaus besiegen.

### Premierminister Australiens
Bei der Wahl 2022 führte Albanese seine Partei zum Sieg gegen die Liberal-National Coalition unter Scott Morrison; die Labor-Partei siegte am 21. Mai 2022 über die amtierende Liberal-National Coalition, wodurch Albanese der 31. Premierminister Australiens wurde. Trotz eines Rückgangs der primären Stimmenzahl der Partei gewann die Labor-Partei einige Sitze von der Koalition. Besonders in Western Australia verzeichnete die Partei einen deutlichen Zuwachs an Unterstützung. Zum Wahlergebnis trug auch bei, dass eine Anzahl von „unabhängigen“ Kandidaten Sitze von „gemäßigten“ Mitgliedern der Liberal Party gewann.
Obwohl nicht sicher war, ob die Labor-Partei eine Mehrheit gewinnen würde, wurde bald klar, dass keine andere Partei realistisch betrachtet eine Regierung bilden konnte. Zwei Tage nach der Wahl wurden Albanese, der stellvertretende Labor-Partei-Führer Richard Marles, der Schattenfinanzminister Jim Chalmers sowie die Schattenminister für Außen- und Finanzangelegenheiten, die Senatoren Penny Wong und Katy Gallagher, als Übergangsminister vereidigt. Laut den Nachrichten von ABC News hätte Generalgouverneur David Hurley Albanese nicht vereidigt, ohne Zusicherungen, dass die Labor-Partei eine stabile Regierung bilden könne, sowie rechtliche Beratung, dass dies der richtige Weg sei. Er wurde am 23. Mai 2022 vereidigt. Albanese ist der erste Premierminister italienischer Abstammung in der Geschichte des Landes. Albanese sicherte sich das Vertrauen und die Unterstützung einiger Mitglieder der Crossbencher, falls er keine Mehrheitsregierung bilden könne. Allerdings wurde am 30. Mai prognostiziert, dass die Labor-Partei mindestens 76 Sitze gewonnen habe, genug, um erstmals seit 2007 eine Mehrheit auf Bundesebene zu erringen. Albaneses gesamtes Kabinett wurde am 1. Juni vereidigt.
Albaneses erste Amtshandlungen als Premierminister umfassten den Vorschlag einer Änderung der Verfassung zur Einbeziehung einer indigenen Stimme im Parlament, die Aktualisierung der Klimaziele Australiens mit dem Ziel der Kohlenstoffneutralität bis 2050 und die Unterstützung einer Erhöhung des nationalen Mindestlohns. Seine Regierung verabschiedete ein Gesetz zur Schaffung einer nationalen Anti-Korruptionskommission, brachte umfassende Änderungen des australischen Arbeitsrechts auf den Weg und setzte die Königliche Kommission zur Untersuchung des Robodebt-Systems ein. In der Außenpolitik versprach Albanese weiterhin logistische Unterstützung für die Ukraine im Russisch-Ukrainischen Krieg, bemühte sich um eine Stärkung der Beziehungen in der Pazifikregion und führte mehrere hochrangige Gespräche mit dem chinesischen Präsidenten Xi Jinping. Dies führte zu einer Entspannung der Spannungen zwischen den Ländern und zur Lockerung der von China auferlegten Handelsbeschränkungen gegenüber Australien. Er überwachte auch den offiziellen Beginn des Sicherheitspakts AUKUS zwischen Australien, den Vereinigten Staaten und dem Vereinigten Königreich.
Bei der Parlamentswahl am 3. Mai 2025 gelang Albanese ein überraschendes Comeback, als er für eine zweite Amtszeit wiedergewählt wurde. Trotz monatelanger Umfragewerte zugunsten der konservativen Opposition gewann seine Labor-Partei erneut deutlich gegen die Liberal Party unter Peter Dutton, der dabei sogar seinen eigenen Parlamentssitz verlor. Der Erfolg wird nicht zuletzt darauf zurückgeführt, dass sein Gegner viele Wähler an den umstrittenen US-Präsidenten Donald Trump erinnerte und dadurch abschreckte.

## Politische Standpunkte und Wirken als Premier
Albanese beschreibt seine politischen Ansichten als progressiv und ist mit der Labor-Linken verbunden. Während des Wahlkampfs 2022 und nach seinem Amtsantritt als Premierminister haben mehrere Journalisten und Analysten seine ideologische Verschiebung in Richtung Zentrismus bemerkt.
Er ist Republikaner und unterstützt die Abschaffung der derzeitigen konstitutionellen Monarchie Australiens. In einer Debatte zum Anlass des platinfarbenen Thronjubiläums der Königin Elisabeth II. sagte er vor dem australischen Parlament: „Selbst viele Australier, die nicht der Monarchieprinzipie zustimmen, empfinden Respekt für sie. Man kann, wie ich, Republikaner sein und dennoch den tiefsten Respekt für die Königin haben. Sie hat ihre Pflicht mit Treue, Integrität, Menschlichkeit und manchmal, wie sie gelegentlich durchsickern lässt, einem hinterhältigen Sinn für Humor erfüllt.“ Er hat erklärt, dass er die Verfassung anerkennen möchte, um den indigenen Australiern Anerkennung zu verschaffen, und versprach, eine Volksabstimmung über eine indigene Stimme im Parlament abzuhalten, sobald er Premierminister wird. Er hat erklärt, dass diese Anerkennung vor einer Volksabstimmung über Australiens Status als konstitutionelle Monarchie oder Republik erfolgen sollte.

### Außenpolitik
Albaneses außenpolitische Überzeugungen haben in den Medien Aufmerksamkeit erregt. James Curran schrieb für die Australian Financial Review über seinen Wandel vom „idealistischen linken Kritiker der Globalisierung“ zum „wahren Befürworter der amerikanischen Allianz“. Albanese war entschieden gegen die von den USA geführte Invasion des Irak. Im Februar 2003 sagte er: „Unabhängig von den Kritikpunkten, die gegen das irakische Regime vorgebracht werden können, ist der islamische Fundamentalismus nicht einer davon. Dies ist einer der Gründe, warum die Vereinigten Staaten Saddam Hussein in den 1980er Jahren unterstützten, einschließlich der Lieferung von Massenvernichtungswaffen an sein Regime, die er dann sowohl gegen die Iraner als auch gegen die Kurden einsetzte.“
Als Premierminister setzte sich Albanese wiederholt für die Freilassung des australischen Whistleblowers und Gründers von WikiLeaks, Julian Assange ein. Am 26. Juni 2024 wurde Assange von Australiens US-Botschafter und ehemaligem Premierminister Kevin Rudd zu einem Gerichtstermin begleitet, bei dem die Einigung über Assanges sofortige Freilassung mit den US-Justizbehörden abgesegnet wurde. Assanges Anwälte bezeichneten diese Unterstützung als entscheidend für dessen Freilassung. Assange dankte Albanese im Zuge seiner Freilassung mit den Worten „Sie haben mir das Leben gerettet“.
Albanese wird von israelischen Politikern stark kritisiert. Insbesondere, nachdem einem rechtsextremen israelischen Abgeordneten die Einreise verweigert wurde. Premierminister Benjamin Netanjahu wirft Albanese vor, "ein schwacher Politiker" zu sein, "der Israel verraten und die Juden Australiens im Stich gelassen hat."